# وطاء
الوِطَاء لفظ متداول عند عامة الناس في العصر المملوكي بمعنى الحذاء، مأخوذ من الوطء: وهو السير والمشى، والمَوْطِئ: موضع القدم، والوطاء الحذاء لأنه يطأ الأرض.
ولقد كان الفلاح المصري في العصر المملوكي يرتدى نوعًا من الأحذية في المناسبات كالأعياد وغيرها، يُطلق عليه: الوَطَا، بفتح الواو والطاء بدون همز